# Manech tête rousse
Pour les articles homonymes, voir Manech.
La Manech tête rousse est une race ovine française du Pays basque français. Son origine est mal connue, mais on sait qu'elle est implantée depuis bien longtemps dans le pays basque, où on la retrouve notamment sur les coteaux. C'est une brebis laitière, la plus productive des Pyrénées, dont le lait est notamment utilisé dans la conception de l'appellation d'origine contrôlée ossau-iraty, fromage de brebis local. C'est une brebis à laine tombante, blanche avec la tête et les pattes rousses. Elle est particulièrement rustique et bien adaptée aux transhumances et aux terrains escarpés des Pyrénées.

## Origine
La manech tête rousse est issue de la famille des races ovines des Pyrénées à laine tombante. Elle est élevée dans la partie occidentale de la chaîne des Pyrénées depuis très longtemps. Des incertitudes demeurent sur son origine exacte. Pour certains elle a toujours vécu au pays basque, tandis que pour d'autres elle a été amenée par les arabes lors de leurs invasions, ou aurait été importée d'Asie. On peut dans tous les cas noter que la race est bien différente des autres races pyrénéennes, et qu'elle ne présente aucunement les caractéristiques d'une influence mérinos.
La race est officiellement reconnue par le ministère de l'agriculture en 1970, et son programme de sélection est créé en 1975.

## Description
La manech tête rousse a une toison de laine blanche, aux longues mèches pendantes mesurant entre 25 et 30 cm. Elle ne recouvre ni la tête ni la partie inférieure des pattes, et a une teinte légèrement roussâtre au niveau du collier. La tête a une teinte rousse. Elle est dépourvue de cornes et a un chanfrein long et étroit. Les oreilles sont pendantes. Le corps est long, supporté par des membres puissants, et les gigots sont plats. La mamelle est très développée, et paraît même globuleuse.
Elle mesure 60 cm et pèse entre 45 et 50 kg pour la brebis et 70 kg pour le bélier.

## Aptitudes
C'est une brebis laitière, dont est issue l'AOC ossau-iraty, tomme de brebis des Pyrénées. Elle produit 150 litres sur 125 jours de lactation d'un lait riche en matière grasse (7,39 %) et en protéines (5,37 %), et est la race pyrénéenne la plus productive. 
C'est une race rustique, bien adaptée aux transhumances et aux longues marches sur des terrains pentus. Elle résiste bien aux intempéries, pluies comme neige, et aux variations de température. Elle agnelle sans problème au printemps et produit le lait en estive. Sa capacité à transformer en lait la richesse de la flore du pâturage fait sa renommée.

## Élevage

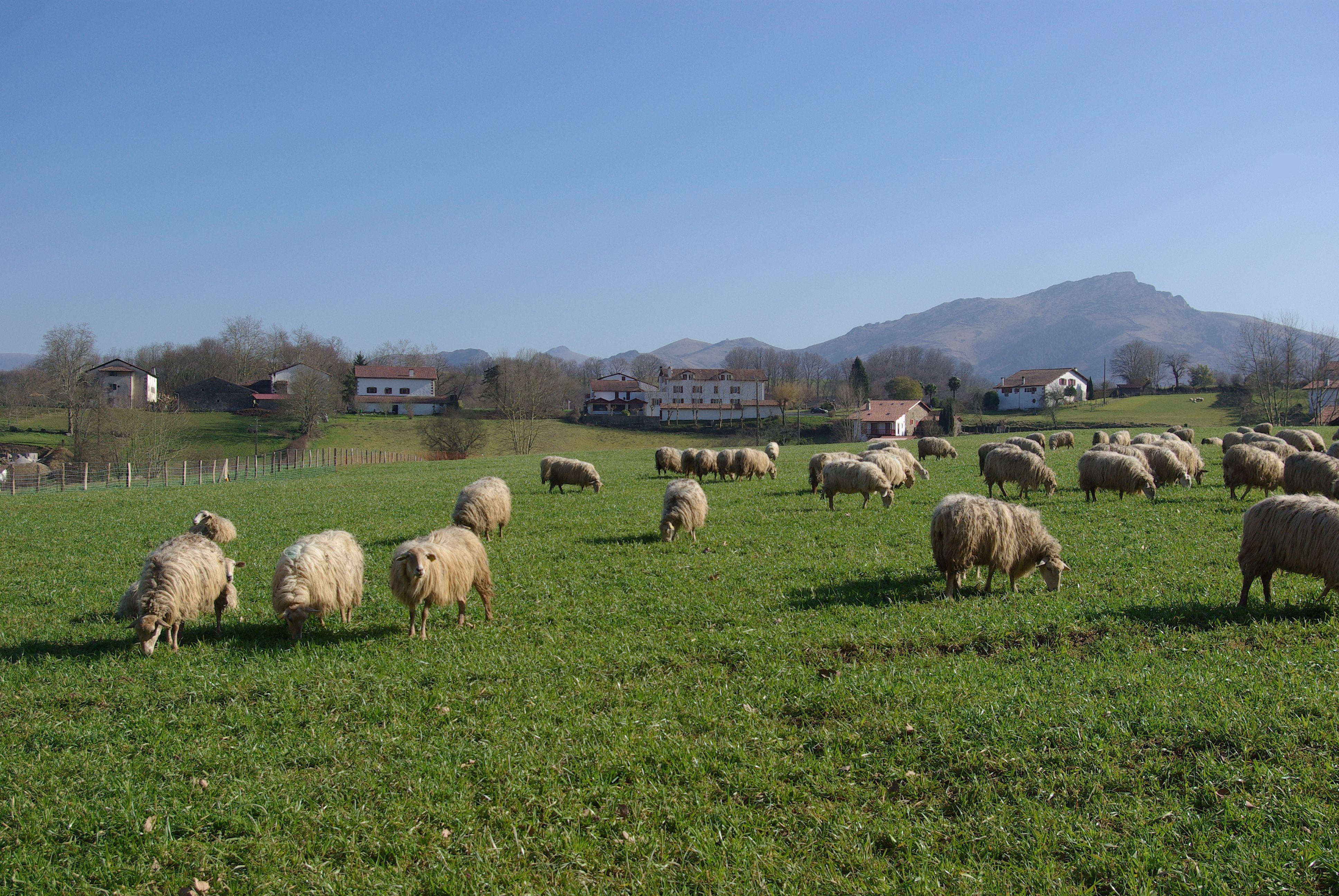
Manechs tête rousse à Sare

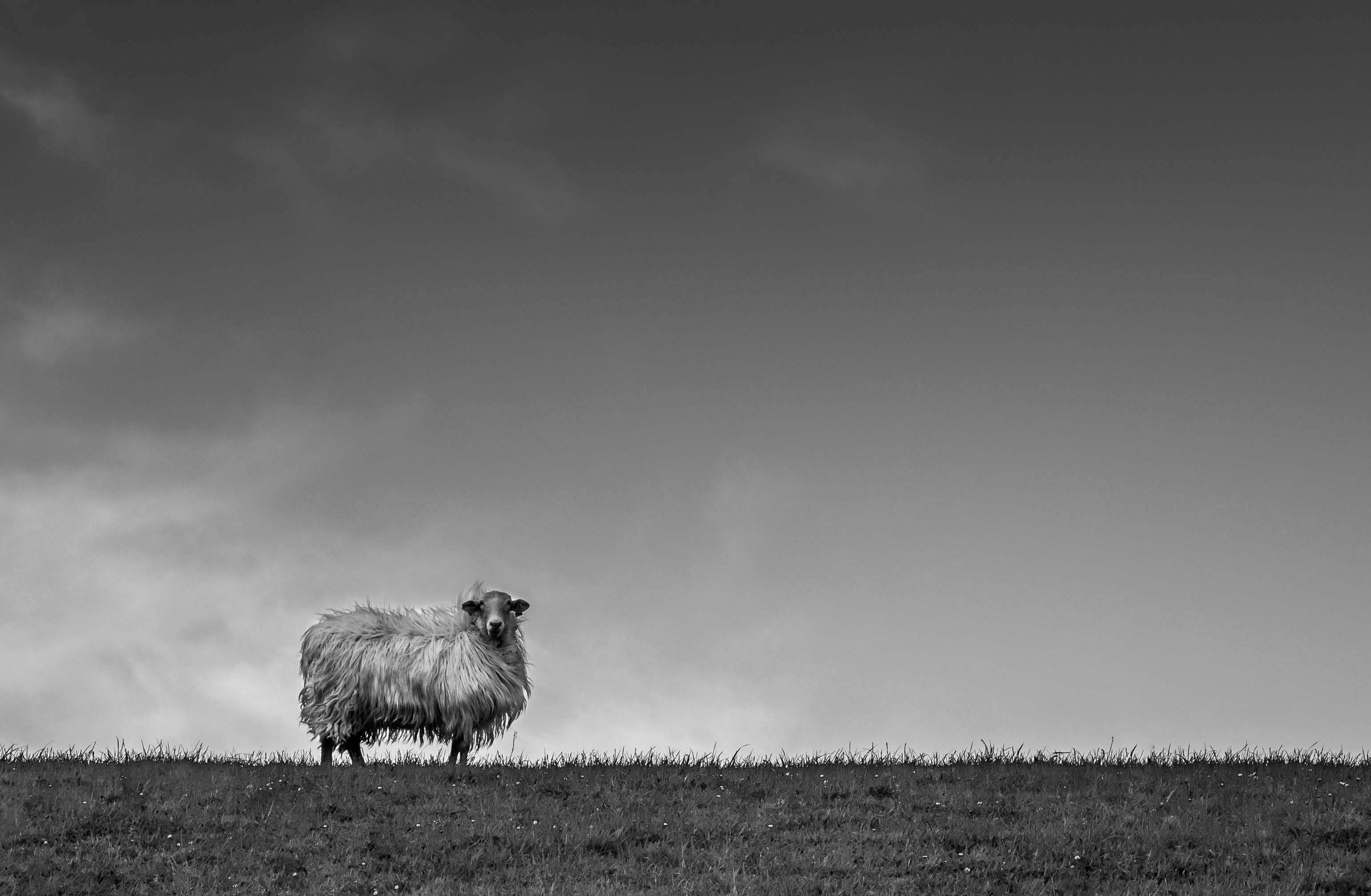
Manech à tête rousse sur le Suhalmendi à Sare.

La manech tête rousse est élevée dans les systèmes les plus intensifs des Pyrénées. Généralement, les éleveurs optent pour une transhumance de courte durée (3 à 4 mois), voire ne transhument pas du tout. Les agnelages se déroulent de décembre à mars, et le lait est collecté entre décembre et juillet par les industries laitières, s'il n'est pas transformé directement sur place par l'éleveur. La traite commence en fait au sevrage de l'agneau, à 35 jours. Les agneaux sont vendus pour être engraissés en Espagne. Quelques-uns sont engraissés sur place et valorisés sous le label rouge « agneau de lait des Pyrénées » créé en 1996.

## Sélection
Un programme de sélection a été mis en place en 1975. Il est coordonné par la coopérative d'insémination, l'UPRA des races ovines laitières des Pyrénées et le contrôle laitier. Ce schéma met en œuvre des moyens appropriés, s'appuyant sur le contrôle laitier qui concerne environ 56 000 brebis et sur une large utilisation de l’insémination artificielle pour diffuser la semence des meilleurs béliers à un grand nombre d'élevages de sélectionneurs. Les meilleurs jeunes mâles sont rassemblés en station d'évaluation pour que l'on contrôle leurs performances dans des conditions similaires, et les meilleurs d'entre eux sur des caractères morphologiques sont testés sur descendance pour la production laitière. Cela signifie que l'on met ces béliers à la reproductions et que les agnelles issues de ces accouplements sont à leur tour contrôlées pour que l'on en déduise la valeur génétique de leurs pères du point de vue de la production laitière, et plus précisément de la quantité de lait produite et de sa composition. Ce sont les béliers qui afficheront les meilleurs résultats qui seront utilisés pour l'insémination artificielle. Ce programme permet un progrès génétique annuel de 3,6 litres de lait par brebis et par lactation.

## Diffusion
On rencontre la manech tête rousse essentiellement au pays basque, et précisément dans les zones d’élevages les plus productives de la région, sur les coteaux de Basse-Navarre et basse Soule qui jouissent d'un climat doux et humide favorable à la pousse de l'herbe. C'est la race pyrénéennes la plus importante en termes d'effectifs avec environ 200 000 brebis.